# Control (album)
A Control Janet Jackson amerikai énekesnő harmadik albuma. 1986. február 6-án jelent meg. Jimmy Jam és Terry Lewis zeneszerző-producerekkel együttműködve Jackson egyedi hangzásvilágot hozott létre, a rhythm and blues, funk, disco és rap keverékét, amivel a kortárs R&B vezető innovátoraivá váltak. Az album az 1980-as évek egyik legjelentősebb albuma lett és meghozta Janet számára az áttörést.
A Control készítésekor Jackson átvette az irányítást karrierje fölött. Az album fő témája az énekesnő felnőtté és függetlenné válása; a dalszövegek utalnak családjára, akiknek árnyékából szeretett volna kitörni, valamint tönkrement házasságára James DeBarge énekessel, akitől ekkoriban vált el.
Az album Jackson első listavezető albuma lett az amerikai Billboard 200 slágerlistán; öt kislemeze – What Have You Done for Me Lately, Nasty, Control, When I Think of You, Let’s Wait Awhile – a top 5-be került a Billboard Hot 100-on. Világszerte több mint tizennégymillió példányban kelt el, az USA-ban ötszörös platinalemez. Számos díjat kapott, a National Association of Recording Merchandisers és a Rock and Roll Hall of Fame minden idők 200 legfontosabb albuma közt tartja számon. Az album hat dalához készült videóklip, ezek megjelentek a Control – The Videos címmel megjelent két videókazettán.

## Háttere
Jackson köszönetnyilvánítása az album borítófüzetében:
„Szeretnék köszönetet mondani mindenkinek, aki részt vett az album elkészítésében.
Köszönet a Joe Jackson Productionsnek.
Külön köszönet John McClainnek az ihletért és biztatásért, hogy megtegyek mindent, amit akarok, és mert mellettem állt, amikor a legjobban szükségem volt rá. Szeretlek.
Külön köszönet Anyának, amiért szeret és mellettem állt az egész folyamat alatt, bárhogyan döntöttem is afelől, mit szeretnék. Nagyon szeretlek, Anya.
Külön köszönet Jimmynek és Terrynek, amiért nagy élménnyé tették nekem ezt az albumot, amiért segítettek kifejezni, hogy érzek, és amiért ilyen jól szórakoztattatok Melanie-t és engem munka közben. Úgy hiányoztok!
Szeretettel: Jan”
Joseph Jackson, a Jackson-zenészcsalád feje mind a kilenc gyermekét elindította a zenei karrier felé, kezdve a The Jackson 5 együttessel. Miután 1982-ben lemezszerződést szerzett az A&M kiadónál az akkor tizenhat éves Janetnek, ő felügyelte az első, Janet Jackson című album, majd a második, a Dream Street elkészítését is; utóbbinak dalszerzői és producerei Janet bátyjai, Marlon és Michael, valamint Jesse Johnson voltak. Az akkor gyerekszínészként ismert Janet vonakodott attól, hogy zenei karriert kezdjen. „Épp abbahagytam egy tévésorozatot, amit nagyon utáltam forgatni, a Fame-et. Nem akartam albumot felvenni, főiskolára akartam járni. De apám kedvéért megtettem.” Kifejtette, hogy sokszor került összeütközésbe producereivel. Eközben azzal lázadt családja ellen, hogy 1984-ben feleségül ment a DeBarge együttes tagjához, James DeBarge-hoz. A Jackson család James éretlensége és kábítószerproblémái miatt nem helyeselte a kapcsolatot. Janet 1985 januárjában elhagyta férjét és még ebben az évben érvényteleníttette a házasságát.
Jackson ezután kirúgta apját mint menedzsert, és John McClaint, az A&M Records akkori igazgatóját választotta új produceréül. „Ki akartam kerülni a házból, apám irányítása alól. Ez volt a legnehezebb az egészben, megmondani neki, hogy nem akarok többé vele dolgozni.” Joseph Jacksonnak nem tetszett a dolog, úgy látta, John McClain elorozza tőle lánya karrierjének irányítását. „Keményen dolgoztam a családomért. Aztán eljött az idő, amikor mások jönnek és megpróbálják elvenni őket tőlem. A kerekek már mozgásba lendültek, Janet Jackson elindult a hírnév felé. Aki most csatlakozik hozzá, az potyára kap meg mindent.” McClain ezt felelte: „Nem akarom kihasználni Janetet, sem ellopni az apjától.” Ezután bemutatta Janetet a Prince által felfedezett Jimmy Jam és Terry Lewis dalszerző–producerduónak, akik korábban a The Time együttes tagjai voltak.

## Felvételek
Jimmy Jam és Terry Lewis elsősorban az afroamerikai közösségnek akartak a kedvére tenni, de igyekeztek olyan albumot létrehozni, ami a popslágerlistákra is átkerülhet. Jimmy így nyilatkozott a Rolling Stone magazinnak: „Olyan albumot akartunk létrehozni, ami meglesz minden fekete háztartásban egész Amerikában… ami minden idők számára a fekete album lesz.” Mielőtt Janettel találkoztak volna, eredetileg Sharon Bryant számára írták a dalokat, ő azonban túl harsánynak találta őket. A duó ugyanezeket a dalokat mutatta meg Jacksonnak, aki elmondta róluk a véleményét és részt vett a szövegek írásában. Jimmy és Terry felidézték, hogy mivel teljesen közösen akarták létrehozni az albumot Janettel, az első hetet csak azzal töltötték, hogy megismerjék. „Benéztünk a fejébe, láttuk, mire képes, mit akar elmondani, hová akar eljutni, mi akar lenni. Összeraktunk pár dalt, ami illett a bennünk róla kialakult képnek, ő pedig teljesen megnyílt előttünk. Ilyen egyszerű volt.” – idézte fel Terry Lewis.
A What Have You Done for Me Lately című dal eredetileg Jimmy és Terry egy saját albumára készült; a szöveget újraírták, hogy tükrözze Jackson érzéseit volt férjéről. Ez a dal lett az album első kislemeze, mert Jimmy és Terry szerint ez mutatta a legjobban, hogy viszonyul Janet az élethez. A Nastyt, amit Jackson az album leginnovatívabb dalának tart, az énekesnő egy személyes élménye ihlette: Minneapolisban egy csapat férfi zaklatni akarta a hotelnél, ahol lakott, miközben az albumon dolgoztak. „Fenyegetőek voltak” – idézte fel Janet. „De ahelyett, hogy Jimmyhez vagy Terryhez futottam volna védelemért, kiálltam magamért és megfutamítottam őket. Így születtek az olyan dalok, mint a 'Nasty' és 'What Have You Done for Me Lately'; önvédelemből.” Jimmy Jam játszott billentyűn, Jackson kísérte, a háttérénekben mindhárman részt vettek. A dal szvingritmusát Jimmy találta ki, Ensoniq Mirage szintetizátoron. A Let’s Wait a While a biztonságos szexről és az önmegtartóztatásról szól, ami akkoriban gyakori téma volt. Jimmy megjegyezte, hogy a dalszerzők gyakran merítenek ihletet az épp zajló társadalmi folyamatokból, és az AIDS-járvány felhívta a figyelmet a nemi úton terjedő betegségekre. „A dal témája Janet ötlete volt. Nem jellemző rá a prédikálás, nem akarja utasítani az embereket, hogy éljék az életüket. Csak elmondja a véleményét.” – mondta Jimmy Jam.
Joseph Jackson eredetileg azt akarta, hogy az albumot Los Angelesben vegyék fel, hogy rajta tarthassa a szemét Janeten, Jimmy és Terry erre nem voltak hajlandóak. Azt akarták, hogy saját minneapolisi stúdiójukban dolgozhassanak, „távol Hollywood figyelemelterelő csillogásától és a mindenbe beleavatkozó menedzser-apáktól”. Jimmy kijelentette: „Szükségünk volt rá, hogy Janet a mi kezünkbe kerüljön. A mi területünkön kellett dolgoznunk, testőrök nélkül, sztárallűrök nélkül, anélkül, hogy Joe ackson emberei körülöttünk lógjanak és mindenbe beleszóljanak.” A Controlt a Flyte Tyme Studiosban vették fel, a Jimmy Jam és Terry Lewis alapította Flyte Tyme Records stúdiójában, Minneapolisban; John McClain lett az executive producer. Jimmy Jam és Terry Lewis voltak a fő zenészek, a legtöbb hangszeren ők játszottak, és háttérvokálokat is biztosítottak. Jackson is játszott szintetizátoron. Stephen Holden, a The New York Times munkatársa megjegyezte, hogy az album remek példája a zenészek és a fejlődő technológia kapcsolatának. „A technológia megváltoztatta a popzene formáját, skáláját és még a jelentését is (…) Az albumot nem zenekarral vették fel a stúdióban, ahogy az 1960-as, 70-es évek legtöbb pop-rock albumát, hanem a producerek és az énekes gépesített dob- és billentyűritmusokat programoztak.” Jackson apjának nem tetszett a felvett anyag és a kialakított imázs, és kijelentette, hogy az album nem lesz eladható. A Spin magazin címlapsztorijában, melynek címe Damn It, Janet: The Battle for Control of Janet Jackson ('A fenébe is, Janet – Harc Janet Jackson irányításáért') Josephet idézték: „ha Janet rám hallgat, ugyanolyan nagy lesz, mint Michael.” Janet és McClain nem engedtek. Janet ezt mondta az elkészült albumról: „Agresszív, pimasz, nagyon egyenes. Pontosan kifejezi, ki vagyok és hogy érzek. Átvettem az irányítást az életem felett. Most a magammódján csinálom.”

## Megjelentetése
Az A&M nem tervezett koncertkörutat Janetnek az album népszerűsítése céljából, de egy háromhetes amerikai promóciós turnét finanszírozott. Janet az album megjelenése után tizenhárom amerikai városban lépett fel. A Control listavezető lett a Billboard 200 és a Top R&B/Black Albums slágerlistán is. A Amerikai Hanglemezgyártók Szövetsége (RIAA) 1986 áprilisában aranylemez minősítést adott az albumnak, mert az USA-ban sikerült 500 000 példányt eladni belőle. Júniusra az album elérte a platinalemez minősítést 1 000 000 eladott példánnyal, 1989 októberében pedig már ötszörös platinalemez volt. Megjelenése óta több mint tizennégymillió példányban kelt el világszerte. 1987 novemberében egyes országokban megjelent egy remixalbum is hozzá, Control: The Remixes címmel.

## Fogadtatása
1987-ben az Egyesült Államokban legtöbb példányszámban elkelt albumok közül a Control az ötödik volt – a megjelenése utáni első hétben több mint 250 000 példányban kelt el, azaz több példányban, mint előző albuma a megjelenése óta eltelt két évben). 1989-ben a Rolling Stone magazinnak a 80-as évek 100 legjobb albumát felsoroló listáján a 28. helyre került az album; 2007-ben a The National Association of Recording Merchandisers és a Rock and Roll Hall of Fame által összeállított, minden idők 200 legjobb albumát felsoroló listáján a 86. helyre (erre a listára Janetnek még egy albuma felkerült, az 1993-ban megjelent janet., a 151. helyre.
Az album sikere egyik fontos elemének Jackson dalszövegeit tartják. Dave Marsh ezt írta a The Heart of Rock & Soul: The 1001 Greatest Singles Ever Made ('A rock és soul szíve: Minden idők 1001 legjobb kislemezdala') című, 1999-ben megjelent könyvében: „Nyilvánvaló, hogy Janet maga írta a szövegeket, amik főleg férfiakhoz szólnak, különösen apja és volt férje nem túl jól álcázott alakjához, és hevesebben, mint bárki más merte volna. Az eredmény, a Control című album 1986-1987 egyik legnagyobb sikere volt, öt sláger született róla.” Az album első kislemeze, a What Have You Done for Me Lately a Billboard Hot 100 kislemezlista negyedik, a Hot Black Singles lista első helyére került. A kislemez 1990 novemberében aranylemez lett. Az album második kislemeze, a Nasty egy hellyel magasabbra jutott a Hot 100-on és ez is listavezető lett a Hot Black Singles listán. 1990 novemberében aranylemez lett. A When I Think of You, a harmadik kislemez Jackson első listavezető dala lett a Hot 100-on, és 1990 novemberében ez is aranylemez lett. A negyedik az album címadó dala, a Control lett, ami a Hot 100-on az 5. helyet érte el, a Hot Black Singlesen pedig listavezető lett, 1990 novemberében szintén aranylemez lett. A Let’s Wait Awhile második lett a Hot 100-on és ez is listavezető a Hot Black Singles listán. A The Pleasure Principle lett az első kislemez az albumról, ami nem került az első öt hely valamelyikére a Hot 100-on, a 14. helyig jutott, de a Hot Black Singles listán ez lett Jackson ötödik listavezető dala. A Billboard Club Play Singles listán a Let’s Wait Awhile kivételével mind az öt kislemez a top 5-be került. A hatodik, a Funny How Time Flies (When You’re Having Fun) az Egyesült Államokban nem jelent meg kereskedelmi forgalomban (ami miatt az akkori szabályok nem engedték, hogy felkerüljön a Hot 100-ra), de az Egyesült Királyságban az 59. helyet érte el a slágerlistán.
Jesus Garber, aki akkor az A&M fekete részlegénél a reklámért felelt, megjegyezte, hogy Janet Jacksont a szupersztárság felé nemcsak az indította el, hogy sikerült áttörnie a fekete zenei piacról a popzeneire, hanem az is, hogy ügyesen alkalmazta a videóklipet népszerűsége fokozására. Eric Henderson, a Slant magazin munkatársa ettől az albumtól számítja „Janet, a videóklipsztár megszületését, mivel kilenc dalából hathoz népszerű videóklip készült, ami a táncdalok királynőjévé tette.” Henderson azt is megjegyezte, hogy Jackson tánctehetsége, amit az akkor még ismeretlen Paula Abdul formált, nagyban hozzájárult ahhoz, hogy még nagyobb sztárrá váljon. Charlie Minor, az A&M promóciós részlegének akkori alelnöke megjegyezte: „A képek kiegészítették a Janet Jacksonról alkotott képet a vásárló fejében. Arcot adtak neki, táncot, mozdulatokat párosítottak a dalhoz, megjelent a Janetről mint rock 'n' roll sztárról alkotott kép.” Jonathan Cohen a Billboard magazintól kijelentette, hogy Jackson „könnyen megkedvelhető hangzásvilága és hihetetlen jól koreografált videóklipjei ellenállhatatlannak minősültek az MTV számára, és segítettek abban, hogy a csatorna hangzása a rockközpontúságtól eltávolodva ritmus uralta zenék széles skálát felölelő keverékévé váljon.” A Nasty videóklipje három jelölést kapott 1987-ben az ötödik MTV Video Music Awards díjkiosztón, és Paula Abdul elnyerte a legjobb koreográfiának járót.
A Rolling Stone munkatársa, Rob Hoerburger kijelentette, hogy „az éles nyelvű Janet Jacksont jobban érdekli az egyénisége, mint a rádiók játszási listája”, miközben az album nyilvánvalóvá teszi, hogy az énekesnő már több, mint csak Jacksonék kishúga. A Nasty és What Have You Done for Me Lately-féle dalok Hoerburger szerint eltörölték az első két album poposabb imázsát, a Control pedig „jobb album, mint amit Diana Ross csinált az elmúlt öt évben; Janet helyzete hasonló a fiatal Donna Summeréhez – nem akar csak azért érdekes lenni, mert újdonság, és megteszi a lépéseket, hogy felülemelkedjen ezen.” Steven Ivory, a Billboard kritikusa szerint „a hangját tekintve Jackson agresszívabb, mint valaha; belevalósága csak provokatívabbnak tűnik, ha korábbi albumaival hasonlítjuk össze.” A NME szerint „Jackson alaposan lerázta magáról azt, hogy ő a háttérbe szoruló Jackson gyerek. A saját jogán is elismert művész.” A Newsweek szerint „az erőteljes hangú pop-souldívák korában Jackson új albuma feszes, ütős és kemény, alternatívája Patti LaBelle és Whitney Houston szentimentális balladáinak.” Robert Christgau nem vette komolyan Janet autonómiára törekvését, de az albumnak B osztályzatot adott, mert szórakoztatónak találta. A Los Angeles Times kritikusa, Connie Johnson szerint „a még tizenéves énekes álláspontja figyelemreméltóan szemtelen és érett. Magabiztossága több dalt is áthat, és a zene mögötte elég izmos, hogy támogassa.” Jon Pareles a The New York Timestól megjegyzi, hogy a Controlon érződik Prince hatása. „Ritmusa, éles énekhangja, még a szöveges bevezetés is a minneapolisi hangzás jellemzője”, írja, de „míg Prince-re a ziháló kihívás jellemző, Miss Jackson vidáman távolságtartó.”
1987-ben, a 29. Grammy-díjkiosztón a Control négy jelölést kapott: a legjobb R&B-dalnak járót (a What Have You Done for Me Latelyért), a legjobb R&B-előadásért női előadótól, illetve az év albumának és az év nemklasszikus zenei producerének (Jimmy Jamnek és Terry Lewisnek). Utóbbit el is nyerte- Az American Music Awards díjkiosztón négy díjat nyert el a rekordnak számító tizenkettőből, amire jelölték. Jackson három Soul Train Music Awardot és hat Billboard Music Awardot is elnyert.
A későbbi kritikák is kedvezően nyilatkoztak az albumról. Eric Henderson a Slant magazinban megjegyezte, hogy az elterjedt tévhiedelem, hogy a Control Jackson első albuma, csak megerősíti az album üzenetét az önmegvalósításról. Henderson kijelentette, hogy azoknak a kritikusoknak, akik Janet vékony hangját kifogásolták, „minden bizonnyal elkerülte a figyelmét a robbanáserejű 'gimme a beat' és a vokális pirotechnika, ami mindenhol hallható a Nastyben, vagy az, hogy remegő tétovázása mennyire illik az önmegtartóztatásról szóló Let’s Wait Awhile-hoz.” Henderson azt is kijelentette azonban, hogy a „Jam–Lewis módszer sem csalhatatlan”, és az album gyengébb dalai közt a You Can Be Mine-t és a Funny How Time Flies (When You’re Having Fun)-t említette. William Ruhlmann, az AllMusic munkatársa úgy vélte, Jackson „agresszív, független nőnek tűnik”, de az album igazi értékét Jimmy Jam és Terry Lewis produceri tehetsége adja.

## Hatása
„Janet 1986-ban megjelent albuma, a Control több okból is fontos az R&B fejlődése sempontjából. Elsődleges producerei, Jimmy Jam, Terry Lewis és Jackson maga új hangzást hoztak létre, ami keveri a funk és disco ritmusos elemeit nagy adag szintetizátorral, ütősökkel, hangeffektusokkal és fogékonysággal a rapzenére.” – Richard J. Ripani: The New Blue Music, 2006
A Control áttörő albumnak számít Jackson karrierjében, innen számítódik függetlensége és dominanciája a popzene területén. A Jet magazin egy cikke megjegyezte, hogy bár a Jackson család zenei öröksége már korábban is lehetővé tette Janetnek, hogy észrevegye a nemzetközi hallgatóság, a Control jelentette a fordulópontot, ahol karrierje beindult és az énekesnőből szupersztár lett. A Control egy olyan Janetet mutatott, aki biztos kézzel irányítja a saját életét. Ahogy Richard J. Ripani zenetudós írja author of The New Blue Music: Changes in Rhythm & Blues, 1950-1999 című, 2006-ban megjelent könyvében, a Controlt az egyik legnagyobb hatású albumnak tartják az R&B történetében; ez az első album, ami áthidalja a távolságot az R&B és rap között. „Sikere az R&B- és popzenei slágerlistákon odáig vezetett, hogy az elkövetkezendő években egyre többen emeltek rapelemeket a zenéjükbe, és Janet egyike volt a vezetőknek ezen az úton.” Ricky Vincent, a Funk: The Music, The People, and The Rhythm of The One című, 1996-ban megjelent könyv szerzője szerint Jimmy Jam és Terry Lewis együttműködése Jacksonnal az 1980-as évek egyik csúcspontját jelenti, mert újradefiniálták a dance zenét azzal, hogy a fiatalos hangzást keverték az erős ritmussal. Eric Henderson a Slant magazinban megjegyezte, hogy a Control „éppolyan slágergyár, mint Janet bátyjának Thrillere volt.”
A Control amellett, hogy segített Janetnek kitörni a Jackson család árnyékából, a popzene egyik legjelentősebb előadójává is tette, akinek hatása felér a Madonnáéval. A kritikusok egyre inkább elismerték hatását a zeneiparra és a fiatalabb művészekre. A kislemezekkel kapcsolatban Thom Duffy, a Billboard munkatársa megjegyezte: „10 vagy 20 évvel ezelőtt legfeljebb két kislemez jelent meg egy albumról. Most olyan korban élünk, ahol Madonnának már az ötödik kislemeze jelenik meg a True Blue-ról és Janet Jacksonnak a hatodik a Controlról.” Jackson lett az első női előadó, akinek hat top 40 slágere lett a Billboard Hot 100-on ugyanarról az albumról. Paul Grein, a Los Angeles Times újságírója egy Madonna és Janet hatásáról írt cikkében Debbie Gibson menedzserét, Doug Breitbartot idézte: „Madonna visszahozta az erős, dallamos elemet a popzenébe”, mire Maggie Murphy, a Teen Beat szerkesztője azt felelte, „ezt inkább Janet Jackson kezdte el.” Anthony DeCurtis, az 1992-ben megjelent Present Tense: Rock & Roll and Culture szerzője azt írta, „Madonna és Janet Jackson videóklipjei a női nézőpontot fedezik fel”, és a Nasty videóklipjét abból a feminista szemszögből elemezte, ami a nők tárgyként bemutatásával foglalkozik. A The New Rolling Stone Album Guide (2004) megjegyezte, hogy a Control megjelenése utáni két évben több énekesnőt vádoltak azzal, hogy Janetet utánozza, köztük Paula Abdult és Karyn White-ot.
A Control hatását a zeneiparra több zenei magazin is elismerte. Felkerült a Rolling Stone „A 80-as évek 100 legjobb albuma”, a Q magazin „100 Women Who Rock the World”, a Slant „50 létfontosságú popalbum”, a Vibe magazin „A huszadik század 100 létfontosságú albuma” és a Rock and Roll Hall of Fame „Minden idők 200 legjobb albuma” listájára.

## Számlista
| #  | Cím                                           | Szerzők                                  | Producerek             | Hossz |
| -- | --------------------------------------------- | ---------------------------------------- | ---------------------- | ----- |
| 1. | Control                                       | James Harris, Janet Jackson, Terry Lewis | Harris, Lewis          | 5:53  |
| 2. | Nasty                                         | Harris, Jackson, Lewis                   | Harris, Lewis          | 4:03  |
| 3. | What Have You Done for Me Lately              | Harris, Jackson, Lewis                   | Harris, Lewis          | 4:59  |
| 4. | You Can Be Mine                               | Harris, Jackson, Lewis                   | Harris, Lewis          | 5:16  |
| 5. | The Pleasure Principle                        | Monte Moir                               | Moir                   | 4:58  |
| 6. | When I Think of You                           | Harris, Lewis                            | Harris, Lewis          | 3:56  |
| 7. | He Doesn’t Know I’m Alive                     | Spencer Bernard                          | Harris, Lewis          | 3:30  |
| 8. | Let’s Wait Awhile                             | Melanie Andrews, Harris, Jackson, Lewis  | Jackson, Harris, Lewis | 4:37  |
| 9. | Funny How Time Flies (When You’re Having Fun) | Harris, Jackson, Lewis                   | Harris, Lewis          | 4:28  |

Japánban 10 szám szerepel az albumon, az ötödik helyre tették be az ott kislemezként az előző évben megjelent Start Anew című dalt.

## Kislemezek
- What Have You Done for Me Lately (1986. január 13.)
- Nasty (1986. április 15.)
- When I Think of You (1986. július 28.)
- Control (1986. október 21.)
- Let’s Wait Awhile (1987. január 6.)
- The Pleasure Principle (1987. május 12.)
- Funny How Time Flies (When You’re Having Fun) (1987. november 25.)

## Közreműködők
- Janet Jackson – ének, háttérvokálok, billentyűsök, csengők
- John McClain – producer
- Jimmy Jam – szintetizátor, ütősök, zongora, dobok, vokálok, háttérvokálok
- Terry Lewis – ütősök, vokálok, háttérvokálok
- Jellybean Johnson – gitár, vokálok
- Troy Anthony – szaxofon
- Spencer Bernard – szintetizátor, gitár
- Geoff Bouchieiz – gitár
- Mark Cardenas – szintetizátor
- Roger Dumas – dobok, programozás
- Monte Moir – szintetizátor, gitár, dobok
- Nicholas Raths – akusztikus és 12 húros gitár
- Melanie Andrews – háttérvokálok
- Jerome Benton – vokálok
- Lisa Keith – háttérvokálok
- Gwendolyn Traylor – háttérvokálok
- Hami Wave – háttérvokálok

## Helyezések és minősítések
| Slágerlista (1986/1987/1988)       | Legmagasabb helyezés |
| ---------------------------------- | -------------------- |
| Brit albumslágerlista              | 8                    |
| Kanadai albumslágerlista           | 11                   |
| Svájci albumslágerlista            | 28                   |
| Svéd albumslágerlista              | 47                   |
| USA Billboard 200                  | 1                    |
| USA Billboard Top R&B/Black Albums | 1                    |
| Új-zélandi albumslágerlista        | 47                   |

| Régió              | Minősítő | Minősítés       |
| ------------------ | -------- | --------------- |
| Egyesült Államok   | RIAA     | 5× platinalemez |
| Egyesült Királyság | BPI      | Platinalemez    |
| Hollandia          | NVPI     | Platinalemez    |
| Kanada             | CRIA     | Platinalemez    |

## Díjak
AMERICAN MUSIC AWARDS
- Legjobb soul/R&B-kislemez (Nasty) (1987)[39]
- Legjobb soul/R&B-videóklipek női előadótól (1987)
- Legjobb soul/R&B-videóklip (When I Think of You) (1988)[40]
- Legjobb pop/rock-videóklip (When I Think of You) (1988)

BILLBOARD MUSIC AWARDS
- Legjobb fekete előadó (1986)[43]
- Legjobb fekete előadó kislemezek alapján (1986)
- Legjobb dance club előadó (1986)
- Legtöbb példányban elkelt dance lemez előadója (1986)
- Legjobb pop kislemezek előadója (1986)
- Legjobb pop kislemezek női előadója (1986)

GRAMMY AWARDS
- Az év producere (nemklasszikus) (1987)[14]

MTV VIDEO MUSIC AWARDS
- Legjobb koreográfia (Nasty) (1987)[30]

SOUL TRAIN MUSIC AWARDS
- Legjobb R&B-videóklip (What Have You Done for Me Lately) (1987)[41]
- Legjobb R&B-album női előadótól (1987)
- Legjobb R&B-videóklip (Control) (1988)[42]

Rolling Stone magazin
- A '80-as évek legjobb albumai (28. hely; 1989)[53]

Vibe magazin
- A 20. század 100 legfontosabb albuma (1999)[56]

Slant magazin
- 50 fontos popalbum (2003)[55]

Rock and Roll Hall of Fame
- Minden idők 200 legjobb albuma (86. hely; 2007)[57]